# 皮斯塔基海蘭斯 (伊利諾伊州)
皮斯塔基海蘭斯（英語：Pistakee Highlands）是位於美國伊利諾伊州麥克亨利縣的一個人口普查指定地區。

## 地理
皮斯塔基海蘭斯的座標為42°24′04″N 88°12′29″W / 42.40111°N 88.20806°W，而該地最高點為海拔高度225米（即738英尺）。

## 人口
根據2010年美國人口普查的數據，皮斯塔基海蘭斯的面積為5.00平方千米，當中陸地面積為4.20平方千米，而水域面積為0.80平方千米。當地共有人口3454人，而人口密度為每平方千米690.8人。